# 2018年の台湾
2018年の台湾（2018ねんのたいわん）では、2018年（民国107年）の台湾（中華民国）に関する出来事について記述する。

## 国家元首等
- 総統
  - 第14代: 民主進歩党 蔡英文 （2016年5月20日 - ）
- 副総統
  - 第14代: 陳建仁 （2016年5月20日 - ）
- 行政院長
  - 第29代: 民主進歩党 頼清徳 （2017年9月8日[1] - 2019年1月11日）
- 行政院副院長
  - 第41代: 施俊吉 （2017年9月8日 - 2019年1月14日）
- 立法院長
  - 第11代: 民主進歩党 蘇嘉全 （2016年2月1日 - ）
- 司法院長
  - 第11代: 許宗力（英語版、中国語版） （2016年11月1日 - ）

## できごと

### 1月
- 1月1日 - 台北101の花火ショーで巨大網形状装飾「TPAD」が初めて導入された[2]。
- 1月3日 - 中華人民共和国の国旗を台湾で掲揚禁止にする提案について、法務部が提案を却下[3]。
- 1月7日 - 外国人労働者やその支持団体などが、政策決定への参与を目指して、労働部から総統府周辺までデモ行進[4]。
- 1月8日 - 労働基準法の再改正に反対する労働者団体が台北駅の台湾鉄路管理局の線路を占拠し、列車21本が遅れて1万人以上に影響[5]。
- 1月9日 - 衛生福利部疾病管制署が、インフルエンザの流行に関して注意を喚起[6]。
- 1月10日 - 立法院院会で労働基準法の改正案が可決[7]。
- 1月12日 - 香港船籍のタンカーが公海上で石油精製品を北朝鮮船に移し替えた事件に関与した疑いで、法務部が高雄市の台湾人男性と関連企業を「テロ支援防止法」に基づく金融制裁の対象とすることを決定[8]。
- 1月15日 - 李登輝の95歳の誕生日に、陳水扁が駆け付けた[9]。
- 1月17日 - 台北市北投区を震源とするマグニチュード5.7の地震[10]。震源の深さは140キロで、火山活動との関連性はない[10]。
- 1月22日 - 蔡英文がテレビのニュース番組のインタビューに応じ、中華人民共和国が台湾を攻撃する可能性を「排除する人はいない」とした[11]。
- 1月24日 - 台北市の台北アリーナで2018年四大陸フィギュアスケート選手権が開幕[12]。

### 2月
- 2月6日 - 花蓮県の沿岸を震源とするマグニチュード6.0の地震があり、ホテルが倒壊4人以上が死亡[13]。（花蓮地震 (2018年)）
- 2月23日 - 行政院が一部の閣僚の異動を発表[14]。
- 2月26日 - 23日に発表された行政院の新閣僚5人のうち、4人が入閣[15]。

- 2月28日
  - 台湾独立建国連盟米国本部元主席郭倍宏、李登輝元総統、呂秀蓮元副総統、黄国昌時代力量主席ら台湾独立派が記者会見を開き、国号を「台湾」とすることの是非を問う住民投票や国連加盟を目指す政治団体「喜楽島連盟」を4月7日に発足させると発表[16]。
  - 同月6日に発生した地震で、花蓮の傾いたビルの建設責任者が業務上過失致死の疑いで身柄拘束[17]。

### 3月
- 3月1日 - 中国国民党が、日本食品に対する禁輸措置の撤廃への反対と大気汚染の改善を訴える公民投票の実施に関する署名活動を開始すると発表[18]。
- 3月3日 - 蘇煥智（中国語版）が、民主進歩党を離党し台北市長選挙に出馬する事を表明[19]。
- 3月15日 - 台北市で、台湾日本関係協会と日本台湾交流協会による「台日漁業委員会」第7回会合が開会[20]。
- 3月16日 - 米国で、政府高官の相互訪問を促進する台湾旅行法が成立[21]。
- 3月17日 - 「台日漁業委員会」第7回会合が終了し、中華民国外交部が結果を発表[22]。
- 3月19日 - 台東南田海岸などでベトナムや中国大陸籍の不法移民31人が見つかり、うちベトナム人2人が死亡[23]。
- 3月20日 - 台中市の台中港エリアで三井不動産グループが商業施設「三井アウトレットパーク 台湾台中港（仮称）」の上棟式を行った[24]。
- 3月21日 - 台北市の大安森林公園で「台北ツツジまつり」の開幕式[25]。

### 4月
- 4月7日 - 郭倍宏（中国語版）を発起人として政治団体「喜楽島連盟」が発足し、台湾独立の賛否を問う公民投票の2019年4月6日実施や「台湾」名義での国際連合加盟を目指す[26]。
- 4月8日 - マジェスティック・プリンセスが基隆港を出発[27]。
- 4月9日 - 岡山県備前市の備前青年会議所が屏東県政府を訪問[28]。
- 4月10日 - ナビゲーションアプリ「台北車站通」iOS版の配信が開始[29]。
- 4月12日 - 台北市で日台合作映画「おもてなし」の記者会見[30]。
- 4月13日 - 花蓮市公所で空撮写真展が開催[31]。
- 4月14日 - 蔡英文が国家安全会議のハイレベル会合を開いた[32]。
- 4月16日 - コンテンツ制作会社「霹靂国際マルチメディア」が「総統創新賞」を受賞[33]。
- 4月17日 - 花蓮県の高校で井上真悟がチャリティー講演会[34]。
- 4月18日 - 台北市で2018台湾文博会が開幕[35]。
- 4月19日 - 横領やマネーロンダリングの疑いで3人を逮捕[36]。
- 4月23日 - 台湾電力の最大電力が、4月として史上最高を記録[37]。
- 4月25日 - 台北市で年金改革に反対するデモ隊が警察ともみあいになった[38]。

### 5月
- 5月1日 - ドミニカ共和国と断交[39]。
- 5月2日 - 花蓮県沖でマグニチュード5.2の地震が発生[40]。
- 5月8日 - 台南市の烏山頭ダムで八田與一の追悼会[41]。

### 6月
- 6月11日
  - 交通部、高速鉄路工程局と鉄路改建工程局を統合し「鉄道局」を発足[42]。
  - 台北・信義区の超高層ビル台北南山広場が開業[43]。

### 7月
- 7月10日 - 台北地方検察署は、馬英九前総統が中国国民党主席時代に党の財産を不当に低い価格で売却し損害を与えたとして、背任罪などで在宅起訴[44]。

### 8月
- 8月13日 - 新北市の病院で火災が発生し、9人が死亡、15人が負傷[45]。
- 8月21日 - 中華人民共和国外交部はエルサルバドルが台湾との外交関係を断絶し、中国と国交を樹立したと発表[46]。

### 9月
- 9月6日 - 日本の右翼活動家である藤井実彦が、台南市にある慰安婦像に蹴りを入れていたことが発覚したため、謝龍介ら中国国民党の台南市議会議員や市民が藤井への抗議活動を行った。[47]

### 10月
- 10月13日 - 高雄市に国立劇場の衛武営国家芸術文化中心が正式開業[48]。
- 10月14日 - 高雄市内の台湾鉄路管理局縦貫線・屏東線地下線が開業[49]。
- 10月21日 - 16時50分ごろ、台湾鉄路管理局宜蘭線新馬駅で、樹林発台東行きの6432番列車（プユマ号）が脱線・転覆した。少なくとも17人が死亡[50][51]。

### 11月
- 11月8日 - 左営基地（高雄市）で米国から購入したオリバー・ハザード・ペリー級ミサイルフリゲート（銘伝、逢甲）が就役[52]。
- 11月24日 - 統一地方選挙を実施し与党・民主進歩党が大敗。蔡英文総統が党主席からの辞任を表明[53]。頼清徳も行政院長（首相に相当）を辞任すると表明したが蔡英文総統が慰留[54]。
- 11月28日 - 林右昌（英語版）基隆市長を民主進歩党の代理主席に選出[55]。

### 12月
- 12月24日 - 台湾で2例目となるライトレール路線の新北捷運淡海軽軌緑山線が開業[56]。